# Injustice 2
Injustice 2 is een vechtspel hulp door NetherRealm Studios en uitgegeven door Warner Bros. Interactive Entertainment. Het is het vervolg op Injustice: Gods Among Us. Het spel is uitgekomen voor PlayStation 4 en Xbox One, en een afgeleide mobiele app versie is uitgebracht voor Android- en iOS-apparaten. Op 27 maart 2018 werd Injustice 2: Legendary Edition uitgebracht, een compilatie van de hoofdgame en alle tot dan toe verschenen DLC.

## Verhaal
Injustice 2 vervolgt de verhaallijn die in Injustice: Gods Among Us is gevestigd. In tegenstelling tot het vorige spel, dat zich richt op een multi-universum conflict, vindt het plot voor Injustice 2 plaats in een alternatief, dystopisch universum. Het verhaal draait om Batman en zijn poging om de maatschappij op te bouwen na de val van het Superman-regime. De komst van een groep criminelen, genaamd "The Society" en het buitenaardse wezen Brainiac, dwingen Batman om de gevangen Superman vrij te laten en het gezamenlijk op te nemen tegen het kwaad.

## Gameplay
De gameplay bleef grotendeels gelijk aan zijn voorganger. Injustice 2 introduceert een nieuwe spelfunctie, het Gear System. Hiermee wordt de speler beloond met het laten vallen van voorwerpen in het veld. Regisseur Ed Boon zocht ook naar manieren om de gameplay van schietspellen te integreren in het vechtgenre, zoals personalisatie en het creëren van een karakter, en opwaarderen van niveaus.

## Personages
- Aquaman
- Atom
- Atrocitus
- Bane
- Batman
- Black Adam
- Black Canary
- Black Manta
- Blue Beetle
- Brainiac
- Captain Cold
- Catwoman
- Cheetah
- Cyborg
- Darkseid
- Deadshot
- Doctor Fate
- Enchantress
- Firestorm
- Flash
- Gorilla Grodd
- Green Arrow
- Green Lantern
- Harley Quinn
- Hellboy
- Joker
- Poison Ivy
- Raiden
- Red Hood
- Robin/Nightwing
- Scarecrow
- Starfire
- Sub-Zero
- Supergirl
- Superman
- Swamp Thing
- Teenage Mutant Ninja Turtles
- Wonder Woman

### Premier skins
Premier skins zijn nieuwe speelbare personages die ontstaan door andere texturen op het 3d-model van bestaande personages toe te passen. Tussen haakjes staat welk personage als basis diende.
- Bizarro (Superman)
- Black Lightning (Raiden)
- Grid (Cyborg)
- Jay Garrick (Flash)
- John Stewart (Green Lantern)
- Mr. Freeze (Captain Cold)
- Power Girl (Supergirl)
- Reverse-Flash (Flash)
- Vixen (Cheetah)

## Ontvangst
| Recensiescore       | Recensiescore                         |
| Recensieverzamelaar | Score                                 |
| ------------------- | ------------------------------------- |
| GameRankings        | (X1) 89% (PS4) 88,77% (iOS) 70%       |
| Metacritic          | (X1) 89/100 (PS4) 88/100 (iOS) 77/100 |
| Publicist           | Score                                 |
| Gamer.nl            | 9/10                                  |
| InsideGamer         | 9/10                                  |
| Power Unlimited     | 90/100                                |

Injustice 2 ontving positieve recensies die het verhaal, de presentatie, en de verbeterde gameplay prezen. Kritiek was er op de willekeurige buit en het microtransactiesysteem. Op aggregatiewebsite Metacritic kreeg het spel een score van 88% en 89% voor respectievelijk de PlayStation 4 en Xbox One versies.

## Prijzen en onderscheidingen
In juni 2016 ontving Injustice 2 de "Best of E3 2016"-prijs voor Beste Vechtspel van de Game Critics Awards, IGN, Game Informer, en GamesRadar.